# North Rock Springs
North Rock Springs è un census-designated place degli Stati Uniti d'America, situato nella Contea di Sweetwater nello stato del Wyoming. Nel censimento del 2000 la popolazione era di 1.974 abitanti.

## Geografia fisica
Secondo i rilevamenti dell'United States Census Bureau, la località di North Rock Springs si estende su una superficie di 66,0 km², tutti occupati da terre.

## Popolazione
Secondo il censimento del 2000, a North Rock Springs vivevano 1.974 persone, ed erano presenti 552 gruppi familiari. La densità di popolazione era di 29,9 ab./km². Nel territorio comunale si trovavano 739 unità edificate. Per quanto riguarda la composizione etnica degli abitanti, il 92,86% era bianco, lo 0,51% era afroamericano, l'1,06% era nativo, lo 0,10% proveniva dall'Asia, il 2,38% apparteneva ad altre razze e il 3,09% a due o più. La popolazione di ogni razza ispanica corrispondeva al 7,19% degli abitanti.
Per quanto riguarda la suddivisione della popolazione in fasce d'età, il 30,6% era al di sotto dei 18, il 9,7% fra i 18 e i 24, il 30,2% fra i 25 e i 44, il 25,5% fra i 45 e i 64, mentre infine il 3,9% era al di sopra dei 65 anni di età. L'età media della popolazione era di 33 anni. Per ogni 100 donne residenti vivevano 113,4 uomini.